# Condado de Fergus
El condado de Fergus es un condado del estado de Montana, Estados Unidos. Tiene una población estimada, a mediados de 2024, de 11 862 habitantes.
La sede del condado es Lewistown.

## Geografía
Según la Oficina del Censo, el condado tiene una superficie total de 11270 km², de los cuales 11240 km² corresponden a tierra firme y 30 km² están cubiertos de agua.

### Condados adyacentes
- Condado de Chouteau - noroeste
- Condado de Blaine - norte
- Condado de Phillips - noreste
- Condado de Petroleum - este
- Condado de Musselshell - sureste
- Condado de Golden Valley - sur
- Condado de Wheatland - suroeste
- Condado de Judith Basin - oeste

## Demografía
Según la estimación 2019-2023 de la Oficina del Censo, los ingresos medios de los hogares del condado son de $59,731 y los ingresos medios de las familias son de $83,538. Alrededor del 14.9% de la población está por debajo de la línea de pobreza nacional.

## Comunidades

### Ciudad
- Lewistown

### Municipios (towns)
- Denton
- Grass Range
- Moore
- Winifred

### Lugares designados por el censo (census-designated places,CDP)
- Ayers Ranch Colony
- Brooks
- Coffee Creek
- Danvers
- Deerfield Colony
- Fords Creek Colony
- Hilger
- King Ranch Colony
- Lewistown Heights
- Roy
- Spring Creek Colony
- Warm Spring Creek

### Otras localidades
- Maiden